# これは恋です
『これは恋です』（これはこいです）は、遊知やよみによる日本の漫画作品。『Cookie』（集英社）2008年2月号から2013年7月号まで連載された。単行本全9巻。

## あらすじ
高校教師の綾井剣。生徒から人気があるが、ただ一人、自分が担任をするクラスの遠藤伽羅を前にすると、胃が気持ち悪くなってしまい、苦手な存在だった。そのことを、同僚の辺名に相談すると、「それは恋だ」と指摘される。戸惑いながらも、再び伽羅を前にし、「これは恋だ」と自覚する……。

## 登場人物
綾井 剣（あやい けん）
R高校現国教師。通称・綾、生徒から「綾ちゃん」と呼ばれ親しまれている。生徒の一人・伽良のことを何だか苦手に思っている。学生時代からの友人で同僚の辺名に「それは恋だ」と指摘され、悩みながらも自分の想いを自覚していく。辺名によると、伽羅が入学した時に恋に落ちたらしい。
遠藤 伽良（えんどう きゃら）
高校2年生。小学生の弟がいる。両親は過去に離婚しており、現在は母の再婚相手（綾と辺名のマンションの大家でもある）と暮らしている。綾のことが好きで告白したが、はぐらかされ、振られたと思っている。
辺名 人成（へんな ひとなり）
R高校理科教師。綾とは学生時代からの付き合いで仲が良い。生徒達からは「変態」と嫌われており、根城である理科準備室に近づく生徒は伽良以外いない。非常に勘が鋭く、綾と伽良の想いに気づいている。
花巻 菜々子（はなまき ななこ）
R高校美術教師。熱血漢。綾に対して好意を抱く。少々思い込みの強い所がある。綾より5歳年上。
校長先生
R高校の校長。苦労して手に入れた人気ベーカリーのパンをしばしば辺名に奪われる。
梨花（りか）
綾が3年前に別れた元彼女。美人だが性格はあまり良くなく、辺名からはその性格の醜さゆえに「妖怪」と呼ばれる。

## 書誌情報
- 遊知やよみ 『これは恋です』 集英社 〈りぼんマスコットコミックス・Cookie〉、全9巻
  1. 2008年09月12日発売、『Cookie』2008年2月号 - 4月号、6月号 - 7月号、ISBN 978-4-08-856844-7
  2. 2009年04月15日発売、『Cookie』2008年8月号、10月号 - 12月号、2009年2月号、ISBN 978-4-08-856884-3
  3. 2009年12月15日発売[1]、『Cookie』2009年3月号 - 4月号、6月号 - 8月号、ISBN 978-4-08-867029-4
  4. 2010年08月12日発売[2]、『Cookie』2009年10月号 - 12月号、2010年2月号、6月号、ISBN 978-4-08-867072-0
  5. 2011年01月14日発売[3]、『Cookie』2010年7月号 - 8月号、10月号 - 12月号、ISBN 978-4-08-867096-6
  6. 2012年08月11日発売[4]、『Cookie』2011年2月号 - 4月号、6月号 - 7月号、ISBN 978-4-08-867137-6
  7. 2012年04月13日発売[5]、『Cookie』2011年8月号、10月号 - 12月号、2012年2月号、ISBN 978-4-08-867198-7
  8. 2012年12月14日発売[6]、『Cookie』2012年3月号 - 4月号、6月号 - 8月号、ISBN 978-4-08-867240-3
  9. 2013年08月09日発売[7]、『Cookie』2012年11月号 - 2013年7月号、ISBN 978-4-08-867288-5